# IC 1473
IC 1473 — галактика типу S0 (спіральна галактика) у сузір'ї Пегас.
Цей об'єкт міститься в оригінальній редакції індексного каталогу.